# Belsad
Belsad je bilo slovensko prehrambeno podjetje s sedežem v Črnomlju, ki se je ukvarjalo s predelovanjem sadja in izdelovanjem alkoholnih pijač. Ime podjetja je akronim iz besed belokranjsko (bel-) sadje (-sad).
Danes podjetje ne obstaja več. Ohranjena pa je blagovna znamka Belsad, ki jo je najprej odkupilo podjetje Droga Kolinska in od nje leta 2009 hrvaško podjetje Podravka.